# Anton Bucheli
Anton Bucheli (Luzern, 1929. szeptember 14. – 2020. június 8.) svájci nemzetközi labdarúgó-játékvezető.

## Pályafutása

### Nemzeti kupamérkőzések
Vezetett Kupa-döntők száma: 1.

#### Svájci Kupa
| Időpont           | Helyszín               | Mérkőzés típusa | Mérkőzés                     | Eredmény | Nézők száma |
| ----------------- | ---------------------- | --------------- | ---------------------------- | -------- | ----------- |
| 1966. április 11. | Wankdorf Stadion, Bern | döntő           | FC Zürich–Servette FC Genève | 2 : 0    | 55 000      |

### Nemzetközi játékvezetés
A Svájci labdarúgó-szövetség Játékvezető Bizottsága (JB) terjesztette fel nemzetközi játékvezetőnek, a Nemzetközi Labdarúgó-szövetség (FIFA) 1962-től tartotta nyilván bírói keretében. Több nemzetek közötti válogatott- és klubmérkőzést vezetett vagy partbíróként tevékenykedett. A svájci nemzetközi játékvezetők rangsorában, a világbajnokság-Európa-bajnokság sorrendjében többedmagával a 9. helyet foglalja el 5 találkozó szolgálatával. Európai-kupamérkőzések irányítójaként az örökranglistán a 92. helyet foglalja el 31 találkozó vezetésével. Az aktív nemzetközi játékvezetéstől 1974-ben búcsúzott. Válogatott mérkőzéseinek száma: 14.

#### Világbajnokság
Kettő világbajnokságra vezető úton, Mexikóhoz a IX., az 1970-es labdarúgó-világbajnokságra, illetve Németországba a X., az 1974-es labdarúgó-világbajnokságra foglalkoztatták bíróként.

##### 1970-es labdarúgó-világbajnokság
| Időpont           | Helyszín                      | Mérkőzés típusa           | Mérkőzés            | Eredmény | Nézők száma |
| ----------------- | ----------------------------- | ------------------------- | ------------------- | -------- | ----------- |
| 1968. október 20. | Tehelne pole Stadion, Pozsony | előselejtező (2. csoport) | Csehszlovákia–Dánia | 1 : 0    | 14 249      |

##### 1974-es labdarúgó-világbajnokság
| Időpont          | Helyszín             | Mérkőzés típusa           | Mérkőzés            | Eredmény | Nézők száma |
| ---------------- | -------------------- | ------------------------- | ------------------- | -------- | ----------- |
| 1972. június 10. | Prater Stadion, Bécs | előselejtező (1. csoport) | Ausztria–Svédország | 2 : 0    | 40 578      |
| 1973. június 6.  | Letná Stadion, Prága | előselejtező (8. csoport) | Csehszlovákia–Dánia | 6 : 0    | 17 432      |

#### Európa-bajnokság
Kettő európai döntőhöz vezető eseménysorozatban, Belgiumhoz a IV., az 1972-es labdarúgó-Európa-bajnokságra és Jugoszláviába az V., az 1976-os labdarúgó-Európa-bajnokság aqlkalmazta az UEFA JB játékvezetőként.

##### 1972-es labdarúgó-Európa-bajnokság
| Időpont            | Helyszín                      | Mérkőzés típusa           | Mérkőzés      | Eredmény | Nézők száma |
| ------------------ | ----------------------------- | ------------------------- | ------------- | -------- | ----------- |
| 1970. november 15. | Municipal Stadion, Luxembourg | előselejtező (7. csoport) | Luxemburg–NDK | 0 : 5    | 3 795       |

##### 1976-os labdarúgó-Európa-bajnokság
| Időpont            | Helyszín                | Mérkőzés típusa           | Mérkőzés          | Eredmény | Nézők száma |
| ------------------ | ----------------------- | ------------------------- | ----------------- | -------- | ----------- |
| 1974. november 20. | Wembley Stadion, London | előselejtező (4. csoport) | Anglia–Portugália | 0 : 0    | 84 461      |

#### Nemzetközi kupamérkőzések
Vezetett Kupa-döntők száma: 1.

##### Kupagyőztesek Európa-kupája
| Időpont              | Helyszín                     | Mérkőzés típusa                 | Mérkőzés                       | Eredmény | Nézők száma |
| -------------------- | ---------------------------- | ------------------------------- | ------------------------------ | -------- | ----------- |
| 1966. március 8.     | Anfield Stadion, Anfield     | egyik negyeddöntő (2. mérkőzés) | Liverpool–Honvéd               | 2 : 0    | 54 631      |
| 1970. szeptember 16. | Pittodrie Stadion, Aberdeen  | első forduló (2. mérkőzés)      | Aberdeen FC–Budapest Honvéd FC | 3 : 1    |             |
| 1971. május 21.      | Karaiszkakisz Stadion, Athén | újrajátszott döntő              | Chelsea–Real Madrid            | 2 : 1    | 19 917      |

## Szakmai sikerek
1979-ben a nemzetközi játékvezetés hírnevének erősítése, hazájában 10 éve a legmagasabb Ligában (osztályban) folyamatosan tevékenykedő, eredményes pályafutása elismeréseként, a FIFA JB felterjesztésére az 1965-ben alapított International Referee Special Award címmel és oklevéllel tüntette ki.